# Chrysina triumphalis
Chrysina triumphalis är en skalbaggsart som beskrevs av Moron 1990. Chrysina triumphalis ingår i släktet Chrysina och familjen Rutelidae. Inga underarter finns listade i Catalogue of Life.